# Drakkar (araldica)
Il drakkar compare raramente in araldica, particolarmente negli stemmi di località che si affacciano sui mari un tempo solcati da tali imbarcazioni.

Figura araldica drakkar
Agon-Coutainville, comune francese della Manica
Andrésy, comune francese dell'Yvelines
Lidingö, comune svedese
Baabe, comune tedesco
Tre drakkar rivoltati d'azzurro (Igoville, Francia)